# Steknica
Steknica [pronunciación en polaco: /stɛkˈnit͡sa/] (en alemán: Fichthof) es un pueblo en el distrito administrativo de gmina Wicko, dentro del condado de Lębork, voivodato de Pomerania, en Polonia del norte. Se encuentra aproximadamente a 6 kilómetros al noroeste de Wicko, a 22 kilómetros al noroeste de Lębork, y a 79 kilómetros al noroeste de la capital regional Gdańsk.
Para detalles de la historia de la región, véaseHistoria de Pomerania.
El pueblo tiene una población de 81 habitantes.